# Bitcoin Foundation
La Bitcoin Foundation est une société américaine à but non lucratif. Elle a été fondée en septembre 2012 afin de tenter de restaurer la réputation du bitcoin après plusieurs scandales et de promouvoir son développement et son adoption.
L'organisation a été modelée sur la Fondation Linux et est financée principalement par des entreprises à but lucratif qui dépendent de la technologie bitcoin.

## Histoire
La fondation a été créée à la fin de 2012, après que le bitcoin ait acquis une réputation de criminalité et de fraude. La fondation a été modelée sur la Fondation Linux. Le président du conseil d'administration lors de la fondation était Peter Vessenes.
Gavin Andresen, ancien développeur principal du bitcoin, a été engagé par la fondation comme directeur scientifique.
En juin 2013, la fondation a reçu une lettre du California Department of Financial Institutions (en) (l'organisme gouvernemental responsable de la réglementation des banques en Californie) lui demandant de « cesser et de s'abstenir de mener des activités de transfert monétaire dans cet État ».
En novembre 2013, Patrick Murck, avocat général de la fondation, a témoigné devant un comité du Sénat des États-Unis chargé d'évaluer les cryptomonnaies. La réception du bitcoin par les législateurs a été généralement positive.
En janvier 2014, le vice-président de la fondation, Charlie Shrem, a été arrêté pour avoir aidé et encouragé l'exploitation d'une entreprise de transfert d'argent non agréée liée à son rôle d'assistant des agents du marché en ligne Silk road. En janvier 2014, il a démissionné de la fondation et, en septembre 2014, il a plaidé coupable,,.
En février 2014, Mark Karpelès, alors PDG de l'échange de cryptomonnaies Mt Gox, a démissionné du conseil d'administration de la fondation après que Mt Gox ait perdu 750 000 bitcoins de ses clients et fait faillite, causant l'effondrement de la valeur du bitcoin. La relation commerciale du président exécutif Peter Vessenes avec Karpeles a alors été décrite comme inappropriée. Le professeur et auteur Mark T. Williams (en) a critiqué les priorités de la fondation dans un éditorial du Business Insider ce même mois. On pouvait y lire : « Une fondation d'entreprises de bitcoins ne peut prétendre qu'elle protège un système qui reste fragile et indigne de confiance.
En mars 2014, la fondation a embauché Jim Harper du Cato Institute avec le titre Global Policy Counsel pour gérer les questions de politique et de gouvernement, et a également embauché Amy Weiss de Weiss Public Affairs comme consultante en médias,.
En juillet 2014, la fondation a retenu les services d'un cabinet de lobbying, Thorsen French Advocacy, pour travailler à l'instauration d'un environnement réglementaire favorable pour le bitcoin aux États-Unis. Certains défenseurs libertariens du bitcoin ont critiqué la stratégie de lobbying politique de l'organisation et sa présence auprès des autorités fédérales,.
En mai 2014, Bobby Lee, PDG de BTC China (en), et Brock Pierce, spécialiste de capital-risque, ont été nommés au conseil d'administration de la fondation, pour pourvoir les postes laissés vacants par les démissions de Shrem et Karpelès. Dix personnes ont démissionné de la fondation à la suite d'allégations datant de 2000 que Pierce avait agressé sexuellement des mineures dans une société qu'il avait fondée.
Après l'élection, les administrateurs de la fondation étaient Peter Vessenes, Gavin Andresen, Bobby Lee, Micky Malka, Jon Matonis, Brock Pierce et Elizabeth Ploshay. En octobre 2014, Jon Matonis a démissionné de son poste de directeur général de la Fondation et, à la fin du cycle d'élection, le 31 décembre 2014 a quitté le conseil d'administration.
En novembre 2014, Cody Wilson a annoncé sa candidature à un siège au conseil d'administration en déclarant : « Je vais me présenter en promettant la dissolution complète de la Fondation Bitcoin et je vais commencer et terminer chacune de mes déclarations publiques avec ce message ».
En mars 2015, Harper et Olivier Janssens, l'un des fondateurs du Freedom Investment Group, ont été élus au conseil.
En avril 2015, le conseil d'administration a nommé Bruce Fenton, un investisseur et un conseiller financier, au poste de directeur général de la fondation. En juillet 2016, Fenton a été remplacé par Llew Claasen.
En juillet 2015, Janssens a annoncé sur le forum en ligne de la fondation et sur Reddit l'insolvabilité à court terme de l'organisation, qui avait été tenue secrète par le conseil. En raison de cette situation et d'un manque de liquidités, divers membres du personnel ont été licenciés. À la suite d'un désaccord sur l'avenir de l'organisation - Harper et Janssens ayant tous deux voté en faveur de la dissolution de la Fondation - Harper a démissionné et Janssens a été destitué du conseil en décembre 2015.